# Żórawie (przystanek kolejowy)
Żórawie – nieczynny przystanek kolejowy w Żórawiu w powiecie gryfińskim, w województwie zachodniopomorskim, w Polsce.